# Петрохерсонецька сільська рада
Пе́трохерсо́нецька сільська рада (рос. Петрохерсонецкий сельский совет) — сільське поселення у складі Грачовського району Оренбурзької області Росії.
Адміністративний центр — село Петрохерсонець.

## Історія
2013 року була ліквідована Ягодинська сільська рада (села Лугове, Ягодне), територія увійшла до складу Петрохерсонецької сільради.

## Населення
Населення — 1018 осіб (2019; 1201 в 2010, 1424 у 2002).

## Склад
До складу сільської ради входять:
| Населений пункт      | Населення, осіб (2002) | Населення, осіб (2010) |
| -------------------- | ---------------------- | ---------------------- |
| Ждамировка, село     | 154                    | 102                    |
| Лугове, село         | 50                     | 24                     |
| Новоалексієвка, село | 101                    | 95                     |
| Петрохерсонець, село | 595                    | 505                    |
| Урицьке, село        | 95                     | 82                     |
| Ягодне, село         | 429                    | 393                    |